# Санта-Барбара (Гуанахуато)
Санта-Ба́рбара (исп. Santa Bárbara) — деревня в Мексике, штат Гуанахуато, входит в состав муниципалитета Окампо. Численность населения, по данным переписи 2010 года, составила 2058 человек.

## Географическое положение
Санта-Барбара расположена в северо-западной части штата, на расстоянии приблизительно 15 километров от города Окампо. Абсолютная высота — 2222 метра над уровнем моря.